# Futbalový štadión FK Haniska
Futbalový štadión FK Haniska – stadion piłkarski w Haniskach, na Słowacji. Obiekt może pomieścić 1200 widzów. Swoje spotkania rozgrywają na nim piłkarze klubu FK Haniska.